# Gruithuisen (månekrater)
Gruithuisen er et lille nedslagskrater på Månen. Det befinder sig på den nordlige halvkugle på Månens forside og er opkaldt efter den tyske astronom Franz von Gruithuisen (1774-1852).
Navnet blev officielt tildelt af den Internationale Astronomiske Union (IAU) i 1935. 

## Omgivelser
Gruithuisenkrateret ligger i et afsnit af mare, som forbinder Oceanus Procellarum i vest med Mare Imbrium i øst. Sydøst for Gruithuisen ligger det lille Delislekrater. Syd for findes Dorsum Bucher, en dorsum som løber i retning nord–syd over en strækning på 90 kilometer.
Nord for krateret, i kanten af den halvø med højland, som ligger mellem de to have, findes en skjoldvulkan, som er navngivet Mons Gruithuisen Gamma (γ). Lige øst herfor er der en tilsvarende formation ved navn Mons Gruithuisen Delta (δ). Nordvest for Gruithuisenkrateret er der en koncentration af småkratere, som mest sandsynligt er opstået ved, at et enkelt legeme er blevet brudt op lige inden nedslaget.

## Karakteristika
Gruithuisens rand, der er forholdsvis glat og cirkulær, stikker kun lidt op over det omgivende mare. Det indre er uden særlige træk med en lille kraterbund, som har volde af ophobet materiale langs foden af de skrånende indre kratervægge.

## Satellitkratere
De kratere, som kaldes satellitter, er små kratere beliggende i eller nær hovedkrateret. Deres dannelse er sædvanligvis sket uafhængigt af dette, men de får samme navn som hovedkrateret med tilføjelse af et stort bogstav. På kort over Månen er det en konvention at identificere dem ved at placere dette bogstav på den side af satellitkraterets midte, som ligger nærmest hovedkrateret. Gruithuisenkrateret har følgende satellitkratere:
| Gruithuisen | Længde  | Bredde  | Diameter |
| ----------- | ------- | ------- | -------- |
| B           | 35,6° N | 38,8° V | 9 km     |
| E           | 37,3° N | 44,3° V | 8 km     |
| F           | 36,3° N | 37,9° V | 4 km     |
| G           | 36,6° N | 43,9° V | 6 km     |
| H           | 33,3° N | 38,4° V | 6 km     |
| K           | 35,3° N | 42,7° V | 6 km     |
| M           | 36,9° N | 43,2° V | 7 km     |
| P           | 37,1° N | 40,5° V | 11 km    |
| R           | 37,1° N | 45,3° V | 7 km     |
| S           | 37,5° N | 45,6° V | 7 km     |

## Måneatlas
- Billeder af Gruithuisenkrateret i LPI-måneatlasset
- USGS-kort